# Декреты Бенеша
Декре́ты Бе́неша (чеш. Benešovy dekrety) — 143 декрета, призванные обеспечить послевоенное конституционное устройство Чехословакии, принятые чехословацким правительством (включая период его существования в изгнании) во главе с президентом Эдвардом Бенешем в 1940—1945 гг. и ратифицированные парламентом Чехословакии в 1946 году. В настоящее время термин чаще всего применяется к ряду декретов о лишении гражданства и имущества немецкого и венгерского населения Чехословакии, что привело, в частности, к изгнанию немцев из Чехословакии.

## Категории декретов
Декреты Бенеша делятся на три категории:
- Декреты лондонского правительства 1940—1944 об устройстве правительства в изгнании и армии;
- Декреты лондонского правительства 1943—1945 о (будущей) передаче власти от оккупационных властей союзников к чехословацкому правительству;
- Декреты, изданные уже в Чехословакии (1945 г., до 26 октября) о текущем устройстве государства.

Все эти декреты были ратифицированы Временным национальным собранием 5 марта 1946 г. путём принятия конституционного закона 57/1946 Sb.

## Лишение гражданства и изгнание немцев и венгров

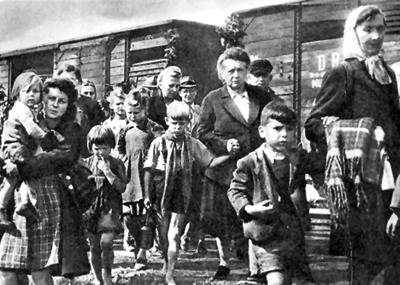
Эшелон с немецкими беженцами из Чехии

Решение о выселении немцев из Чехословакии получило поддержку союзников на Потсдамской конференции в июле 1945 г.
Непосредственно к немцам и венграм относятся следующие декреты Бенеша, из которых наиболее дискутируемыми являются второй и последние два:
- от 19 мая 1945 г. (5/1945 Sb.) — о недействительности передачи прав собственности за время оккупации немцам, венграм, предателям чешского и словацкого народов;
- от 21 июня 1945 г. (12/1945 Sb.) — о конфискации и ускоренном разделе сельскохозяйственной собственности указанных категорий;
- от 19 июня 1945 г. (16/1945 Sb.) — о наказании нацистских преступников и предателей через чрезвычайные народные суды
- от 20 июля 1945 г. (28/1945 Sb.) — о заселении славянских земледельцев на ранее конфискованные земли;
- от 2 августа 1945 г. (33/1945 Sb.) — о лишении немцев и венгров гражданства;
- от 25 октября 1945 г. (108/1945 Sb.) — о конфискации вражеской собственности

По декрету Бенеша о лишении гражданства от 2 августа 1945 г. «Граждане Чехословакии немецкой или венгерской национальности, которые [ранее] получили по распоряжению оккупационных властей немецкое или венгерское гражданство, в день получения такого гражданства утратили право на гражданство Чехословакии». Фактически это условие относилось к подавляющему большинству немцев и венгров Чехословакии, в частности, ко всем немцам Судет (которые в 1938—1945 гг. были гражданами Германского рейха и жили на его территории) и к немцам бывшего Протектората Богемии и Моравии (на которых гражданство рейха было распространено указом Гитлера 16 марта 1939 г.), а также к венграм тех районов Словакии, которые по первому Венскому арбитражу 1938 г. были переданы Венгрии.
Декретами от 21 июня и 25 октября было конфисковано имущество немцев, венгров и так называемых «врагов чешского и словацкого народов».
В 1945—1946 гг. из Чехословакии было изгнано более 3 миллионов человек.
Несмотря на распоряжения Бенеша, согласно которым «перемещение немецкого населения, разумеется, должно производиться ненасильственно и не по-нацистски» (речь к Временному национальному собранию 28 октября 1945 года), изгнание сопровождалось многочисленными убийствами и издевательствами над мирным населением (см. Брюннский марш смерти, Пршеровский расстрел).
В 1990—2000-е годы тема активно обсуждается в Чехии и в чешско-немецких, чешско-австрийских отношениях и чешско-лихтенштейнских отношениях. Принята совместная декларация, осуждающая жестокости при выселении. По-прежнему не разрешена проблема компенсации выселенным: организация судетских немцев в Австрии и власти Лихтенштейна требуют реституции всего имущества.

## Наказание военных преступников и коллаборационистов
Декреты Бенеша предусматривали также предание суду военных преступников и чехословацких коллаборационистов. До конца 1947 года к народному суду в Чехословакии привлекли 158 тыс. военных преступников и коллаборационистов, из которых осудили 46 400 человек (из них к смертной казни 778 человек).